# جرمانات الصوديوم
جرمانات الصوديوم هو مركب غير عضوي بالصيغة الكيميائية Na2 GeO3 . يوجد كمادة صلبة عديمة اللون. يستخدم جرمانات الصوديوم في المقام الأول لتحضير مركبات الجرمانيوم الأخرى.

## التحضير والتفاعلات
يمكن تحضير جرمانات الصوديوم عن طريق اندماج أكسيد الجرمانيوم مع هيدروكسيد الصوديوم في درجات حرارة عالية، طبقا للتفاعل:
2NaOH + GeO2 → Na2GeO3 + H2O
لتحفيز التفاعل يستخدم محفز في هذا التفاعل هو المشتق البروتوني NaHGeO 3 ، وهو ملح قابل للذوبان في الماء.

## البنية البلورية

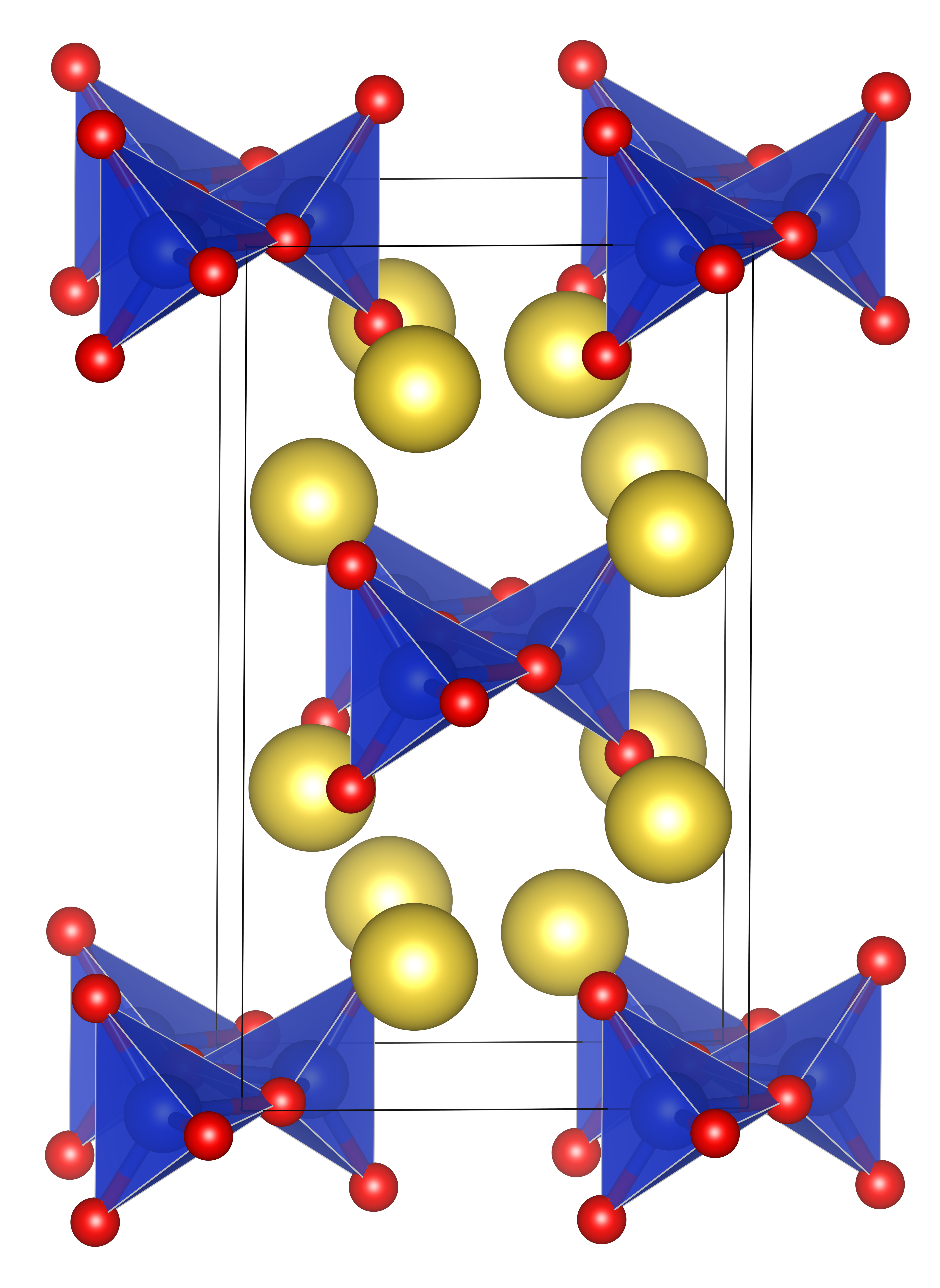
هيكل جرانيت الصوديوم الصلب. (نظام الألوان: أحمر = O) يوجد Si في وسط رباعي السطوح الأزرق.

وهو مشابه من الناحية الهيكلية لميتا سيليكات الصوديوم ، Na2 SiO3 ، ويتألف من أنيون GeO32− البوليمر يتكون من مشاركة قمة الرأس {GeO 4 } رباعي السطوح.  